# Gérard Bialestowski
Gérard Bialestowski (ur. 13 kwietnia 1946 w Paryżu, zm. 19 czerwca 2007 tamże) – francuski poeta i autor książek dla dzieci.

## Życiorys
Lata dzieciństwa spędził w Ménilmontant, a następnie zamieszkał na przedmieściach Paryża. Z wykształcenia był pedagogiem, często podróżował do Mâcon w Burgundii i do Umbrii. Tworzyć dla dzieci i młodzieży zaczął w 1980, był autorem wielu książek i wierszy. W swojej twórczości wzorował się na dorobku literackim Eugène Pottiera. Po jego śmierci Yves Pinguilly umieścił na jego stronie internetowej uroczyste pożegnanie.

## Twórczość
- P'tit Jo vole /1981/;
- Des outils sur le chemin en Mâconnais /1984/;
- Victor et le corbeau-roi /1984/;
- La Vélocomotive /1986/;
- Méli-mélodrame /1986/;
- Slow Food /1988/;
- Le Prince du château fou /1992/;
- La Fortune de Jonas /1993/;
- Pour une poignée de cailloux /1993/;
- La Taupe et la Taupe /1996/;
- J'aime pas la nature /1997/;
- Les Poètes et le Clown /1997/;
- Jungle Blues /1998/;
- L'Avocat borgne /1999/;
- La pieuvre bricole et autres poèmes /2000/;
- Au bout de mon râteau /2002/;
- Ma langue au tigre współautor Clément Oubrerie /2002/;
- Trois poètes vous invitent au cirque, wspólnie z Jacques Bussy i Jean-Hugues Malineau /2002/;
- Rumimine prend l'air z ilustracjami Antoine Guilloppé /2005/.